# Сосенка (приток Мечи)
Сосенка — река в Рязанской и Московской областях России, левый приток Мечи.
Длина — 20 км, площадь водосборного бассейна — 66,4 км². Исток — у деревни Раменки Рыбновского района, устье — у села Долгомостьево Луховицкого района, в 2,5 км к западу от платформы «Слемы» Рязанского направления Московской железной дороги.
В настоящее время[когда?] в Сосенке водятся только ротаны, но ранее[когда?] в ней встречались окуни, караси и щуки.
По данным Государственного водного реестра России, относится к Окскому бассейновому округу, речной бассейн — Ока, речной подбассейн — бассейны притоков Оки до впадения р. Мокши, водохозяйственный участок — Ока от города Коломны до города Рязани.

## Фото
- Сосенка около села Ивашково